# San Luis Somos Todos
San Luis Somos Todos (código UCI: SLT), es un equipo ciclista argentino de categoría Amateur. Debutó como amateur a fines de 2011 y fue creado con el principal objetivo de que pudiera correr un equipo local en el Tour de San Luis.

## Creación
El éxito logrado por el Tour de San Luis en las últimas ediciones llevaron a que el exgobernador de la provincia de San Luis, Alberto Rodríguez Saá, decidiera apoyar también la creación de un equipo continental de la provincia.
El anuncio fue hecho durante la entrega de premios del 5º Tour de San Luis por el propio exgobernador.

## Presentación
El equipo fue presentado el 12 de septiembre de 2011 en la presentación del Tour de San Luis 2012 donde también se dio a conocer el maillot que usaría el equipo, donde se destacan los colores naranja, blanco y negro. A su vez, se anunció que la primera carrera a nivel continental en la que participaría en equipo sería la Vuelta a Guatemala 2011 que se debía disputar a fines de octubre, pero finalmente fue el Tour do Brasil/Volta do Estado de São Paulo 2011, aunque aún como equipo amateur ya que en ese momento aún no estaban otorgadas las licencias 2012.
También se destacó que el objetivo sería principalmente el Tour de San Luis y además competir en otras carreras del UCI America Tour.

## 2012
Como equipo profesional debutó en enero, en el Tour de San Luis. Daniel Díaz tuvo una muy destacada actuación finalizando 2º en la 5.ª etapa por detrás de Alberto Contador y en la general finalizó 3º, sólo superado por el propio Contador y Levi Leipheimer. Pocos días después y tras la resolución del caso Contador, Díaz fue declarado ganador de la etapa y ascendió a la 2º posición de la general.
A pesar de la intención de participar del calendario americano, el equipo compitió sólo en el calendario argentino y no participó de carreras internacionales hasta el mes de junio en que fue invitado a la Vuelta a Colombia. Posteriormente, ya a finales de año, si participó en carreras fuera de Argentina como el Tour de Brasil/Vuelta del Estado de San Pablo y la Vuelta a Bolivia, pero ya pertenecientes a la temporada 2012-2013 y en la Vuelta a Ecuador.

## 2013
El objetivo principal por el que fue creado el equipo vio sus frutos en enero de 2013, cuando Daniel Díaz ganó el Tour de San Luis. Además Leandro Messineo ganó la clasificación de los esprints y Emmanuel Guevara una etapa y la clasificación de la montaña.

## Material ciclista
El equipo utiliza bicicletas de la marca Colner y componentes Shimano.

## Clasificaciones UCI
En su debut, sólo participó en dos carreras profesionales correspondientes a la temporada 2011-2012, el ya mencionado Tour de San Luis y la Vuelta a Colombia. Las clasificaciones que obtuvo en dicho campeonato fueron las siguientes:

### UCI America Tour
| Temporada | Clasificación por equipos | Mejor corredor | Posición |
| 2011-2012 | 18º                       | Daniel Díaz    | 27º      |
| 2012-2013 | 6º                        | Daniel Díaz    | 6º       |
| 2013-2014 | 7º                        | Jorge Giacinti | 32.º     |
| 2015      | 32.º                      | Mauro Richeze  | 118.º    |

## Palmarés
Para años anteriores, véase Palmarés del San Luis Somos Todos

### Palmarés 2016

#### Circuitos Continentales UCI
| Fechas     | Circuito              | Carreras                                      | Ganador       |
| 5 de marzo | UCI America Tour 2016 | 8.ª etapa de la Vuelta Independencia Nacional | Mauro Richeze |

#### Campeonatos nacionales
| Fechas      | Carreras                        | Ganador       |
| 17 de abril | Campeonato de Argentina en Ruta | Mauro Richeze |

## Plantillas
Para años anteriores, véase Plantillas del San Luis Somos Todos

### Plantilla 2016
| Nombre                     | Nacimiento | Nacionalidad | Equipo 2015          |
| Alfredo Lucero             | 08/02/1979 | Argentina    | San Luis Somos Todos |
| Andrés Giuliano Mini       | 06/04/1995 | Argentina    | San Luis Somos Todos |
| Cristian Guillermo Bertola | 08/07/1997 | Argentina    | Neoprofesional       |
| Emmanuel Guevara           | 07/02/1989 | Argentina    | San Luis Somos Todos |
| Josué Moyano               | 15/02/1989 | Argentina    | San Luis Somos Todos |
| Fernando Murgo             | 17/02/1987 | Argentina    | San Luis Somos Todos |
| Fernando Torres Arrieta    | 21/05/1994 | Argentina    | Neoprofesional       |
| Leonardo Sosa              | 29/05/1992 | Argentina    | San Luis Somos Todos |
| Mauricio Quiroga           | 13/03/1992 | Argentina    | San Luis Somos Todos |
| Mauro Richeze              | 07/12/1985 | Argentina    | San Luis Somos Todos |
| Sergio Godoy               | 07/07/1988 | Argentina    | San Luis Somos Todos |